# Wehnrath
Wehnrath ist ein Ort von 106 Ortschaften der Gemeinde Reichshof im Oberbergischen Kreis im nordrhein-westfälischen Regierungsbezirk Köln in Deutschland.

## Lage und Beschreibung
Wehnrath liegt nordöstlich der Wiehltalsperre, die nächstgelegenen Zentren sind Gummersbach (15 km nordwestlich), Köln (64 km westlich) und Siegen (39 km südöstlich).

## Geschichte

### Erstnennung
1357 wurde der Ort das erste Mal urkundlich erwähnt: „Eckhardt von Wenegenroede war als Helfer des Kölner Erzbischofs Wilhelm von Gennep in dessen Krieg mit dem Grafen v. Arnsberg und wird dafür mit 261 Goldschilden entschädigt.“ 
Die Schreibweise der Erstnennung war Wenegenroede.
| Bevölkerungsentwicklung | Bevölkerungsentwicklung |
| Jahr                    | Einwohner               |
| ----------------------- | ----------------------- |
| 1991                    | 219                     |
| 2005                    | 293                     |
| 2006                    | 297                     |
| 2008                    | 301                     |
| 2017                    | 274                     |
| 2018                    | 283                     |
| 2019                    | 292                     |